# Іоанн Мовчальник
Іоанн Мовчальник (Савваіт; 454, Нікополіс — 558, Єрусалим) — преподобний.
Після смерті своїх багатих батьків (472) Іоанн все своє багатство частково роздав бідним, частково використав на споруду храмів. Потім пішов у лавру Сави Освяченого. Обіймав єпископську кафедру в одній з вірменських церков з 482 по 491; останню частину життя провів у печері. Пам'ять 3 грудня і 30 березня. Найдавніший переклад житія Іоанна слов'янською мовою — в Супрасльській Мінеї XI століття.